# Eugène de Planard
Eugène de Planard est un auteur dramatique français né le 4 février 1783 à Millau et mort le 13 novembre 1853 à Paris.

## Biographie
De son nom complet, François-Antoine-Eugène de Planard, Il a notamment collaboré avec Daniel-François-Esprit Auber, Ferdinand Hérold (Le Pré-aux-clercs, 1832), Adolphe Adam (Le Farfadet, 1852), Nicolas-Charles Bochsa, Michele Enrico Carafa, Jacques-Fromental Halévy (L’Éclair, 1835), George Onslow et Ambroise Thomas (Le Carnaval de Venise, 1852).
Il a également été secrétaire à la législation au Conseil d’État.
Il a épousé Frédérique d'Herbez, la fille du ténor Augustin-Alexandre d'Herbez, dit Saint-Aubin et de Madame Saint-Aubin, cantatrice.
Sa fille Eugénie (1818-1874) a épousé l'auteur dramatique et librettiste Adolphe de Leuven (1802-1884).

## Œuvres
- 1815 : Les Noces de Gamache, opéra-comique en trois actes d'après Cervantes, livret d'Eugène de Planard, musique de Nicolas-Charles Bochsa (16 septembre)
- 1822 : Le Solitaire, opéra comique en trois actes d'après le roman éponyme (1821) du vicomte Charles-Victor Prévost d'Arlincourt, livret d'Eugène de Planard, musique de Michele Carafa (17 août)
- 1825 : La Belle au bois dormant, opéra-féérie en trois actes, livret d'Eugène de Planard d'après Charles Perrault, musique de Michele Carafa, chorégraphie de Pierre-Gabriel Gardel, Académie royale de musique (2 mars)
- 1827 : Le Caleb de Walter Scott, comédie en un acte mêlée de couplets, d'Achille d'Artois et Eugène de Planard, d'après La Fiancée de Lammermoor, roman de Scott, théâtre des Nouveautés (12 décembre)
- 1832 : Le Pré-aux-clercs, opéra-comique en trois actes d'Eugène de Planard d'après Prosper Mérimée, musique de Ferdinand Hérold, Opéra-Comique (15 décembre)
- 1835 : L’Éclair, opéra-comique en trois actes d'Eugène Planard et Jules-Henri Vernoy de Saint-Georges, musique de Jacques-Fromental Halévy, Opéra-Comique (16 décembre)
- 1837 : La Double Échelle, opéra-comique en un acte d'Eugène Planard, musique d'Ambroise Thomas, Opéra-Comique (23 août)
- 1837 : Guise ou les États de Blois d'Eugène Planard et Saint-Georges, musique de George Onslow, Opéra-Comique (8 septembre)
- 1838 : Le Perruquier de la Régence, opéra-comique en trois actes d'Eugène Planard et Paul Duport, musique d'Ambroise Thomas, Opéra-Comique (30 mars)
- 1852 : Le Farfadet, opéra-comique d'Eugène Planard, musique d'Adolphe Adam, Opéra-Comique (19 mars)